# NGC 6832
NGC 6832 – grupa gwiazd znajdująca się w gwiazdozbiorze Łabędzia, prawdopodobnie gromada otwarta. Odkrył ją John Herschel 11 sierpnia 1831 roku. Znajduje się w odległości ok. 5,7 tys. lat świetlnych od Słońca oraz 28,5 tys. lat świetlnych od centrum Galaktyki. Grupa ta widoczna jest na niebie wokół gwiazdy SAO 125116 o jasności obserwowanej ok. 6,5m.